# Teca (biologia)

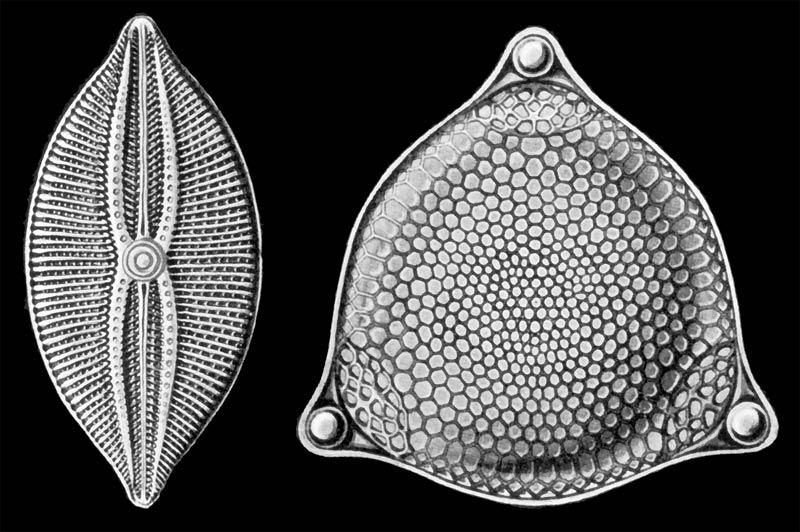
Teques de diatomea. Dibuixos d'Ernst Haeckel.

El terme teca (del grec: theke, en llatí: thecam) en sentit general es refereix a cobertura o involucre.

## En els protists
Teca en microbiologia és l'estructura externa dura a manera de closca que protegeix la cèl·lula d'alguns protista, com les diatomees i dinoflagel·lats. Pot ser orgànica o mineral. En les diatomees, la teca està composta de dues peces que encaixen com una caixa i la seva tapadora i s'anomena frústul. En els dinoflagel·lats es compon de diverses plaques. També s'anomena armadura o lorica.
Si és una conquilla interna, la denominació correcta és la de testa.

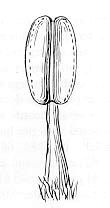
Antera de maduixera amb les teques paral·leles

## En botànica
En botànica, la teca d'una angiosperma està formada per un grup de microesporangis adjacents que conflueixen en una zona de dehiescència.
Una típica antera és bilocular, és a dir, formada per dues teques.
Si els sacs pol·línics no són adjacents no es formarà cap teca com passa en les Lauraceae, per exemple.
La disposició de les teques d'un estam típic pot ser : 
- divergent: les dues teques formen un angle agut amb el filament;
- transversal ;
- obliqua ;
- paral·lela.

## En biologia humana
La teca del fol·licle és la zona on es produeixen andrògens en les dones.
En l'embriogènesi human les cèl·lules de la teca formen un cos luti després de l'expulsió dels ovòcits secundaris.